# Quadrischistis bistrialis
Quadrischistis bistrialis är en fjärilsart som beskrevs av Hans Georg Amsel. Quadrischistis bistrialis ingår i släktet Quadrischistis och familjen mott. Inga underarter finns listade i Catalogue of Life.